# Лето в Муми-доле
«Лето в Муми-доле» — советский рисованный мультфильм 1981 года, снятый режиссёром Анатолием Аляшевым и частично основанный на сказке Туве Марики Янссон «Шляпа волшебника». Второй из трёх мультфильмов популярной серии мультфильмов «Муми-дол».

## Сюжет
В Муми-дол приходят два иностранца — Тофсла и Вифсла, которые всюду носят с собой большой чемодан. Их особенностью было то, что они часто добавляли к словам слог «сла». А в это время каждый из семьи Муми-троллей занимается своими делами: Муми-тролль и Снусмумрик играют в мяч, Снифф сидит на дереве и ест ягоды, которые на нём растут, Муми-мама готовит обед и кофе, Ондатр храпит со своей книгой «О тщете всего сущего», а Муми-папа поливает цветочную клумбу. Иностранцы подходят к дверям дома, думают постучаться и попросить еды, но когда Муми-мама открывает дверь и зовёт всех обедать, то в испуге прячутся на складе в картошке. Хемуль берёт два стакана молока и выманивает путешественников наружу.
Тофслу и Вифслу переодевают в чистую одежду, и два весёлых иностранца начинают осматривать окрестности Муми-дола. Ближе к вечеру, когда Хемуль пытался поймать бабочку, он вдруг заметил, что Тофсла и Вифсла в страхе бегут из ближайшего леса, зовя на помощь. Оказывается, что они бежали от некой «страшной и ужасной Морры». Хотя Муми-тролли и не знали, кто такая Морра, они решили забаррикадировать дверь и установить сигнальный звонок. После того как все легли спать, Муми-тролль рассказал Снусмумрику историю про Чёрного Волшебника, который с незапамятных времён собирал рубины и сразу их выбрасывал, поскольку хотел найти один особенный рубин — «Королевский», самый прекрасный на свете. Волшебник обшарил все планеты, пробовал искать даже на Солнце, но так и не нашёл того, что искал, и, отчаявшись, решил отдохнуть на Луне. Вдруг сработала сигнализация: Морра смогла открыть дверь, несмотря на баррикаду, но, молча посмотрев на всех, ушла.
На следующее утро по почте приходит газета, в которой Тофслу и Вифслу подозревают в краже чемодана. Муми-семья решает устроить суд над ними, в котором Муми-тролль исполнил роль судьи, Снифф — прокурора, а Хемуль — адвоката. Выясняется, что в чемоданчике Тофслы и Вифслы находится таинственный предмет, который они похитили у Морры. Неожиданно появляется сама Морра, и Муми-тролли предлагают ей обменять украденный предмет на что-нибудь другое. Ондатр советует остальным отдать ей волшебную шляпу, найденную в реке, которая с тех пор хранилась на складе за ненадобностью. Морра соглашается и забирает шляпу, а счастливые жители Муми-дола продолжают заниматься своими делами.
В конце фильма выясняется, что в чемодане Тофслы и Вифслы, конечно же, находился тот самый «Королевский» рубин.

## Съёмочная группа
| автор сценария       | Анатолий Аляшев                                                                                  |
| режиссёр             | Анатолий Аляшев                                                                                  |
| оператор             | Владимир Рожин                                                                                   |
| художник-постановщик | Евгения Стерлигова                                                                               |
| композитор           | Владимир Кобекин                                                                                 |
| монтажёр             | Л. Туровец                                                                                       |
| звукорежиссёр        | Б. Берестецкий                                                                                   |
| художники            | Р. Атлас, М. Дюкова, А. Галимов, Л. Дьячкова, Татьяна Костоусова, Наталия Портнова, Р. Трифонова |
| редактор             | В. Хайдаров                                                                                      |
| директор картины     | Ю. Рожин                                                                                         |

## Роли озвучивали
- Николай Литвинов — рассказчик, Муми-папа, Вифсла
- Ирина Потоцкая — Муми-тролль
- Наталья Литвинова — Муми-мама
- Зинаида Нарышкина — Кукушка
- Агарь Власова — Снусмумрик
- Рогволд Суховерко — Тофсла
- Галина Иванова — Фрёкен Снорк, луна
- Светлана Харлап — Снифф
- Александр Очеретянский — Хемуль, Ондатр, Морра

## Издания
Серия мультфильмов «Муми-дол» издавалась на диске «Шляпа Волшебника» в формате: MPEG-4 Video.